# Campionat del Món de motocròs 2009
La temporada de 2009 del Campionat del Món de motocròs fou la 53a edició d'aquest campionat, organitzat per la FIM. El calendari oficial constava de 15 Grans Premis, celebrats entre el 29 de març i el 13 de setembre.
Aquella temporada, l'antic Gran Premi d'Espanya que es venia disputant des de 1994 al Circuit de Catalunya, a Bellpuig, s'anomenà oficialment Gran Premi de Catalunya de Motocròs. L'edició d'aquell any s'escaigué el 17 de maig.

## Sistema de puntuació
Barem de puntuació de 2002 ençà:
| Posició | 1  | 2  | 3  | 4  | 5  | 6  | 7  | 8  | 9  | 10 | 11 | 12 | 13 | 14 | 15 | 16 | 17 | 18 | 19 | 20 |
| Punts   | 25 | 22 | 20 | 18 | 16 | 15 | 14 | 13 | 12 | 11 | 10 | 9  | 8  | 7  | 6  | 5  | 4  | 3  | 2  | 1  |

## Grans Premis

### MX1 i MX2
| Ronda | Data           | Gran Premi                       | Lloc                       | Classe | 1a mànega          | 2a mànega         | Guanyador           |
| ----- | -------------- | -------------------------------- | -------------------------- | ------ | ------------------ | ----------------- | ------------------- |
| 1     | 29 de març     | Gran Premi d'Itàlia              | Faenza                     | MX1    | Tanel Leok         | Anul·lada         | Tanel Leok          |
| 1     | 29 de març     | Gran Premi d'Itàlia              | Faenza                     | MX2    | Gautier Paulin     | Anul·lada         | Gautier Paulin      |
| 2     | 5 d'abril      | Gran Premi de Bulgària           | Sevlievo                   | MX1    | Ken De Dycker      | Jonathan Barragán | Joshua Coppins      |
| 2     | 5 d'abril      | Gran Premi de Bulgària           | Sevlievo                   | MX2    | Marvin Musquin     | Steven Frossard   | Marvin Musquin      |
| 3     | 12 d'abril     | Gran Premi de Turquia            | Estambul                   | MX1    | Antonio Cairoli    | Antonio Cairoli   | Antonio Cairoli     |
| 3     | 12 d'abril     | Gran Premi de Turquia            | Estambul                   | MX2    | Gautier Paulin     | Zach Osborne      | Zach Osborne        |
| 4     | 26 d'abril     | Gran Premi del Benelux           | Valkenswaard               | MX1    | Antonio Cairoli    | Jonathan Barragán | Jonathan Barragán   |
| 4     | 26 d'abril     | Gran Premi del Benelux           | Valkenswaard               | MX2    | Shaun Simpson      | Rui Gonçalves     | Rui Gonçalves       |
| 5     | 10 de maig     | Gran Premi de Portugal           | Águeda                     | MX1    | Antonio Cairoli    | Antonio Cairoli   | Antonio Cairoli     |
| 5     | 10 de maig     | Gran Premi de Portugal           | Águeda                     | MX2    | Marvin Musquin     | Rui Gonçalves     | Rui Gonçalves       |
| 6     | 17 de maig     | Gran Premi de Catalunya          | Bellpuig                   | MX1    | Jonathan Barragán  | Antonio Cairoli   | Jonathan Barragán   |
| 6     | 17 de maig     | Gran Premi de Catalunya          | Bellpuig                   | MX2    | Rui Gonçalves      | Anthony Boissière | Jeremy Van Horebeek |
| 7     | 31 de maig     | Gran Premi de Gran Bretanya      | Mallory Park               | MX1    | David Philippaerts | Maximilian Nagl   | David Philippaerts  |
| 7     | 31 de maig     | Gran Premi de Gran Bretanya      | Mallory Park               | MX2    | Marvin Musquin     | Marvin Musquin    | Marvin Musquin      |
| 8     | 7 de juny      | Gran Premi de França             | Ernée                      | MX1    | Maximilian Nagl    | Maximilian Nagl   | Maximilian Nagl     |
| 8     | 7 de juny      | Gran Premi de França             | Ernée                      | MX2    | Marvin Musquin     | Marvin Musquin    | Marvin Musquin      |
| 9     | 21 de juny     | Gran Premi d'Alemanya            | Teutschenthal              | MX1    | Maximilian Nagl    | Antonio Cairoli   | Antonio Cairoli     |
| 9     | 21 de juny     | Gran Premi d'Alemanya            | Teutschenthal              | MX2    | Steven Frossard    | Marvin Musquin    | Ken Roczen          |
| 10    | 28 de juny     | Gran Premi de Letònia            | Kegums                     | MX1    | Clément Desalle    | Antonio Cairoli   | Antonio Cairoli     |
| 10    | 28 de juny     | Gran Premi de Letònia            | Kegums                     | MX2    | Marvin Musquin     | Rui Gonçalves     | Rui Gonçalves       |
| 11    | 5 de juliol    | Gran Premi de Suècia             | Uddevalla                  | MX1    | Maximilian Nagl    | Antonio Cairoli   | Maximilian Nagl     |
| 11    | 5 de juliol    | Gran Premi de Suècia             | Uddevalla                  | MX2    | Ken Roczen         | Rui Gonçalves     | Rui Gonçalves       |
| 12    | 2 d'agost      | Gran Premi de Limburg            | Lommel                     | MX1    | Ken De Dycker      | Maximilian Nagl   | Ken De Dycker       |
| 12    | 2 d'agost      | Gran Premi de Limburg            | Lommel                     | MX2    | Marvin Musquin     | Marvin Musquin    | Marvin Musquin      |
| 13    | 9 d'agost      | Gran Premi de la República Txeca | Loket                      | MX1    | Maximilian Nagl    | Clément Desalle   | Clément Desalle     |
| 13    | 9 d'agost      | Gran Premi de la República Txeca | Loket                      | MX2    | Ken Roczen         | Gautier Paulin    | Gautier Paulin      |
| 14    | 30 d'agost     | Gran Premi dels Països Baixos    | Lierop                     | MX1    | Ken De Dycker      | Ken De Dycker     | Ken De Dycker       |
| 14    | 30 d'agost     | Gran Premi dels Països Baixos    | Lierop                     | MX2    | Rui Gonçalves      | Marvin Musquin    | Marvin Musquin      |
| 15    | 13 de setembre | Gran Premi del Brasil            | Canelinha (Santa Catarina) | MX1    | Clément Desalle    | Steve Ramon       | Clément Desalle     |
| 15    | 13 de setembre | Gran Premi del Brasil            | Canelinha (Santa Catarina) | MX2    | Marvin Musquin     | Marvin Musquin    | Marvin Musquin      |

### MX3
| Ronda | Data           | Gran Premi                       | Lloc                 | 1a mànega        | 2a mànega      | Guanyador      |
| ----- | -------------- | -------------------------------- | -------------------- | ---------------- | -------------- | -------------- |
| 1     | 12 d'abril     | Gran Premi de Gran Bretanya      | Hawkstone Park       | Sven Breugelmans | Julien Vanni   | Julien Vanni   |
| 2     | 19 d'abril     | Gran Premi d'Espanya             | Talavera de la Reina | Julien Vanni     | Álvaro Lozano  | Julien Vanni   |
| 3     | 3 de maig      | Gran Premi de Portugal           | Cortelha             | Pierre Renet     | Alex Salvini   | Pierre Renet   |
| 4     | 24 de maig     | Gran Premi de Xile               | Laguna Carén         | Alex Salvini     | Antti Pyrhonen | Alex Salvini   |
| 5     | 7 de juny      | Gran Premi de la República Txeca | Holice               | Martin Zerava    | Julien Vanni   | Julien Vanni   |
| 6     | 14 de juny     | Gran Premi de Bulgària           | Troyan               | Julien Vanni     | Alex Salvini   | Julien Vanni   |
| 7     | 21 de juny     | Gran Premi dels Països Baixos    | Markelo              | Brad Anderson    | Brad Anderson  | Brad Anderson  |
| 8     | 5 de juliol    | Gran Premi d'Itàlia              | Faenza               | Pierre Renet     | Alex Salvini   | Pierre Renet   |
| 9     | 12 de juliol   | Gran Premi d'Eslovènia           | Orehova vas          | Pierre Renet     | Antti Pyrhonen | Pierre Renet   |
| 10    | 19 de juliol   | Gran Premi de Croàcia            | Mladina              | Matevz Irt       | Matevz Irt     | Matevz Irt     |
| 11    | 2 d'agost      | Gran Premi d'Alemanya            | Schwedt              | Alex Salvini     | Alex Salvini   | Alex Salvini   |
| 12    | 9 d'agost      | Gran Premi de França             | Lacapelle-Marival    | Pierre Renet     | Pierre Renet   | Pierre Renet   |
| 13    | 23 d'agost     | Gran Premi de Finlàndia          | Ruskeasanta          | Antti Pyrhonen   | Antti Pyrhonen | Antti Pyrhonen |
| 14    | 30 d'agost     | Gran Premi de Dinamarca          | Randers              | Julien Vanni     | Pierre Renet   | Pierre Renet   |
| 15    | 13 de setembre | Gran Premi de França             | Villars-sous-Écot    | Xavier Boog      | Xavier Boog    | Xavier Boog    |

## MX1

### Classificació final
| Posició | Pilot              | Motocicleta | Punts |
| ------- | ------------------ | ----------- | ----- |
| 1       | Antonio Cairoli    | Yamaha      | 561   |
| 2       | Maximilian Nagl    | KTM         | 525   |
| 3       | Clément Desalle    | Honda       | 508   |
| 4       | David Philippaerts | Yamaha      | 497   |
| 5       | Ken De Dijcker     | Suzuki      | 495   |
| 6       | Joshua Coppins     | Yamaha      | 485   |
| 7       | Tanel Leok         | Yamaha      | 395   |
| 8       | Gareth Swanepoel   | Kawasaki    | 262   |
| 9       | Jonathan Barragán  | KTM         | 229   |
| 10      | Steve Ramon        | Suzuki      | 217   |

## MX2

### Classificació final
| Posició | Pilot           | Motocicleta | Punts |
| ------- | --------------- | ----------- | ----- |
| 1       | Marvin Musquin  | KTM         | 540   |
| 2       | Rui Gonçalves   | KTM         | 500   |
| 3       | Gautier Paulin  | Kawasaki    | 437   |
| 4       | Davide Guarneri | Yamaha      | 418   |
| 5       | Ken Roczen      | Suzuki      | 390   |
| 6       | Steven Frossard | Kawasaki    | 332   |
| 7       | Joel Roelants   | KTM         | 311   |
| 8       | Manuel Monni    | Yamaha      | 284   |
| 9       | Nicolas Aubin   | Yamaha      | 256   |
| 10      | Xavier Boog     | Suzuki      | 253   |

## MX3

### Classificació final
| Posició | Pilot             | Motocicleta | Punts |
| ------- | ----------------- | ----------- | ----- |
| 1       | Pierre Renet      | Suzuki      | 584   |
| 2       | Alex Salvini      | Husqvarna   | ?     |
| 3       | Antti Pyrhonen    | Honda       | 486   |
| 4       | Julien Vanni      | Honda       | 477   |
| 5       | Christophe Martin | Husqvarna   | ?     |
| 6       | Matevz Irt        | Honda       | 405   |
| 7       | Álvaro Lozano     | Yamaha      | 308   |
| 8       | Hugo Basaula      | Suzuki      | 302   |
| 9       | Nicolai M. Hansen | Suzuki      | 300   |
| 10      | Kasper Jensen     | Honda       | 267   |

## Resum: Podi final 2009
|           | MX1             | MX1    | MX2            | MX2      | MX3            | MX3       |
| Campió    | Antonio Cairoli | Yamaha | Marvin Musquin | KTM      | Pierre Renet   | Suzuki    |
| Subcampió | Maximilian Nagl | KTM    | Rui Gonçalves  | KTM      | Alex Salvini   | Husqvarna |
| Tercer    | Clement Desalle | Honda  | Gautier Paulin | Kawasaki | Antti Pyrhonen | Honda     |